# Marten von Barnekow
Marten von Barnekow (Bromberg, 16 maart 1900 - Rehau, 29 november 1967) was een Duits ruiter, die gespecialiseerd was in springen. Von Barnekow won tijdens de spelen van 1936 in de landenwedstrijd de gouden medaille. Von Barnekow overleefde als enige van de Duitse springruiterploeg van 1936 de Tweede Wereldoorlog.

## Resultaten
- Olympische Zomerspelen 1936 in Berlijn 16e individueel springen met Nordland
- Olympische Zomerspelen 1936 in Berlijn  landenwedstrijd springen met Nordland

1912: Lewenhaupt, Kilman, von Rosen ·
1920: König, von Rosen, Norling ·
1924: Thelning, Ståhle, Lundström ·
1928: Navarro, Álvarez, García ·
1936: Hasse, von Barnekow, Brandt ·
1948: Mariles, Uriza, Valdés ·
1952: White, Stewart, Llewellyn ·
1956: Winkler, Thiedemann, Lütke-Westhues ·
1960: Winkler, Thiedemann, Schockemöhle ·
1964: Schridde, Jarasinski, Winkler ·
1968: Day, Gayford, Elder ·
1972: Ligges, Wiltfang, Steenken, Winkler ·
1976: Parot, Rozier, Roguet, Roche ·
1980: Tsjoekanov, Poganovsky, Asmaje, Korolkov ·
1984: Fargis, Homfeld, Burr Howard, Smith ·
1988: Beerbaum, Brinkmann, Hafemeister, Sloothaak ·
1992: Raijmakers, Romp, Tops, Lansink ·
1996: Sloothaak, Nieberg, Kirchhoff, Beerbaum ·
2000: Beerbaum, Nieberg, Ehning, Becker ·
2004: Wylde, Ward, Madden, Kappler ·
2008: Ward, Kraut, Simpson, Madden ·
2012: Skelton, Maher, Brash, Charles ·
2016: Rozier, Staut, Bost, Leprévost ·
2020: von Eckermann, Baryard-Johnsson, Fredricson ·
2024: Maher, Charles, Brash
- Gemeinsame Normdatei: 102865409X
- Virtual International Authority File: 288127691